# Омам, Френсис
Фре́нсис Элиезе́р Ома́м (фр. Francis Eliezer Omam, 11 мая 1973, Камерун) — камерунский и российский футболист, двоюродный брат камерунского футболиста Франсуа Омама-Бийка.

## Карьера
Карьеру игрока начал в Камеруне, где прошёл путь от команды третьего дивизиона до одного из лидеров африканского футбола «Канон Яунде». Вызывался в молодёжную сборную Камеруна. В 1998 году приехал на учёбу в Шуйский педагогический университет. Там его заметили тренеры местного «Спартака-Телекома». Вскоре он пополнил команду, став первым и единственным легионером в её истории. При этом, около полугода клуб ждал добивался трансферного листа от камерунской стороны для заявки форварда..
В 2000 году после введения лимита на легионеров в низших дивизионах Омам утратил право играть за шуйскую команду. Руководство клуба предлагало ему фиктивный брак с российской гражданкой, но футболист отказался от этого из-за христианских мотивов и заявил, что женится только по любви. Весной того же года он познакомился с русской девушкой, заканчивавшей пятый курс института. Президент «Спартака-Телекома» Владимир Метельский распорядился организовать свадьбу, а начальник команды Василий Сабуров тут же оформил футболисту российское гражданство.
Через сезон Омам покинул Шую в поисках трудоустройства в Европе. Один сезон он провёл в мальтийской Премьер-Лиге за клуб «Пьета Хотспурс». Затем перебрался в Италию, где продолжал играть за любительские команды.